# Gesamtanlage Diezer Straße/Parkstraße
Die Gesamtanlage Diezer Straße/Parkstraße umfasst einen Teil der Kulturdenkmäler in Limburg an der Lahn.
| Bild                                 | Bezeichnung                              | Lage                                                                               | Beschreibung | Bauzeit                | Objekt-Nr. |
| ------------------------------------ | ---------------------------------------- | ---------------------------------------------------------------------------------- | --- | ---------------------- | ---------- |
| Adolfstraße 2                        | Wohnhaus                                 | Adolfstraße 2 LageFlur: 43, Flurstück: 32/1                                        | | Anfang 20. Jahrhundert | 52990 DDB  |
| Annastraße 13                        | Stadtvilla                               | Annastraße 13 LageFlur: 40, Flurstück: 84/9                                        | | 1914                   | 53000 DDB  |
| weitere Bilder                       | Freistehendes Doppelhaus                 | Annastraße 15–17 LageFlur: 39, Flurstück: 9/15, 9/16                               | | 1915                   | 53001 DDB  |
| Annastraße 16                        | freistehendes Wohnhaus                   | Annastraße 16 LageFlur: 39, Flurstück: 70/1                                        | | 1912                   | 53002 DDB  |
| Annastraße 19                        | Wohnhaus                                 | Annastraße 19 LageFlur: 40, Flurstück: 9/72                                        | | 1908 bis 1958          | 53003 DDB  |
| Annastraße 19a                       | Wohnhaus                                 | Annastraße 19a LageFlur: 40, Flurstück: 186/9                                      | | 1933                   | 53004 DDB  |
| Annastraße 21                        |                                          | Annastraße 21 LageFlur: 40, Flurstück: 9/14                                        | | 1925                   | 53005 DDB  |
|                                      |                                          | Diezer Straße 33–35 LageFlur: 44, Flurstück: 7/2                                   | | 1894                   | 53054 DDB  |
|                                      |                                          | Diezer Straße 40 LageFlur: 37, Flurstück: 10/4                                     | | 1898                   | 53055 DDB  |
|                                      |                                          | Diezer Straße 41a LageFlur: 43, Flurstück: 40/1                                    | | 1922                   | 53056 DDB  |
|                                      |                                          | Diezer Straße 43 LageFlur: 43, Flurstück: 39/2                                     | | 1902                   | 53057 DDB  |
|                                      |                                          | Diezer Straße 44 LageFlur: 37, Flurstück: 5/1                                      | | 1883                   | 53058 DDB  |
|                                      |                                          | Diezer Straße 48 LageFlur: 37, Flurstück: 2/1                                      | | 1889                   | 53059 DDB  |
|                                      |                                          | Diezer Straße 50 LageFlur: 37, Flurstück: 1/1                                      | | 1885 bis 1895          | 53060 DDB  |
|                                      |                                          | Diezer Straße 50b–50c LageFlur: 39, Flurstück: 12/4                                | | 1909                   | 53061 DDB  |
|                                      |                                          | Diezer Straße 52–54 LageFlur: 39, Flurstück: 10/1,40/9                             | | 1905                   | 53062 DDB  |
|                                      |                                          | Diezer Straße 53 LageFlur: 43, Flurstück: 39/2                                     | | 1905                   | 53063 DDB  |
|                                      |                                          | Diezer Straße 56 LageFlur: 39, Flurstück: 56/9                                     | | 1907                   | 53064 DDB  |
| Diezer Straße 57                     |                                          | Diezer Straße 57 LageFlur: 43, Flurstück: 33/2                                     | | 1902                   | 53065 DDB  |
| Diezer Straße 58a                    | Diezer Straße 58a                        | Diezer Straße 58a LageFlur: 39, Flurstück: 9/2                                     | Wohnhaus | 1912                   | 53066 DDB  |
| Bild gesucht BW                      |                                          | Diezer Straße 60 LageFlur: 39, Flurstück: 1/34                                     | | 1912                   | 53067 DDB  |
| Diezer Straße 60 A                   |                                          | Diezer Straße 60a LageFlur: 39, Flurstück: 1/35                                    | | 1912                   | 53068 DDB  |
| Bild gesucht BW                      |                                          | Diezer Straße 62 LageFlur: 39, Flurstück: 1/36                                     | | 1882 bis 1932          | 53069 DDB  |
| weitere Bilder                       | Heppelstift mit Stiftskapelle St. Sophia | Diezer Straße 65 LageFlur: 43, Flurstück: 23/2, 24/4                               | | 1911                   | 53070 DDB  |
| Diezer Straße 67                     |                                          | Diezer Straße 67 LageFlur: 43, Flurstück: 24/11                                    | | 1872 bis 1922          | 53071 DDB  |
| Diezer Straße 70                     |                                          | Diezer Straße 70 LageFlur: 39, Flurstück: 1/42                                     | | 1904                   | 53072 DDB  |
| weitere Bilder                       |                                          | Diezer Straße 94 LageFlur: 41, Flurstück: 72/9                                     | | 1882 bis 1932          | 53073 DDB  |
| ehemalige Peter-Paul-Cahensly-Schule | ehemalige Peter-Paul-Cahensly-Schule     | Freiherr-vom-Stein-Platz 1 LageFlur: 38, Flurstück: 13/2                           | | 1837                   | 53144 DDB  |
| weitere Bilder                       |                                          | Freiherr-vom-Stein-Platz 2–4 LageFlur: 38, Flurstück: 60/10, 61/10                 | | 1905 bis 1915          | 53145 DDB  |
| weitere Bilder                       |                                          | Ferdinand-Dirichs-Straße 1–3 LageFlur: 38, Flurstück: 5/1, 4/1                     | | 1887 bis 1937          | 53100 DDB  |
| weitere Bilder                       |                                          | Ferdinand-Dirichs-Straße 11–13 LageFlur: 38, Flurstück: 67/4, 68/4                 | | 1908                   | 53101 DDB  |
| Wohnhaus                             | Wohnhaus                                 | Hahlgartenweg 5 LageFlur: 37, Flurstück: 21/1                                      | | 1908                   | 53162 DDB  |
| Wohnhaus                             | Wohnhaus                                 | Hahlgartenweg 11 LageFlur: 37, Flurstück: 23/1                                     | | 1904/05                | 53163 DDB  |
| weitere Bilder                       |                                          | Josefstraße 3 LageFlur: 41, Flurstück: 60/7                                        | | 1895 bis 1905          | 53178 DDB  |
| Josefstraße 7–9                      |                                          | Josefstraße 7–9 LageFlur: 41, Flurstück: 7/4, 63/7                                 | | 1909                   | 53179 DDB  |
| Parkstraße 4                         | Wohnhaus Parkstraße 4                    | Parkstraße 4 LageFlur: 37, Flurstück: 84/29                                        | Wohnhaus im Heimatschutzstil, erbaut durch das Baugeschäft Hankammer-Witwe, Planzeichner Uwe Bierbrauer.                                                                                 | 1910/11                | 53212 DDB  |
| weitere Bilder                       | Wohnhaus Parkstraße 6                    | Parkstraße 6 LageFlur: 37, Flurstück: 29/3                                         | Das für Anton Hötte erbaute Wohnhaus im Stil des Historismus fällt vor allem durch das schwungvollem Laubwerkdekor der Brüstungszonen und den polygonalen Eckerker mit Schweifhaube auf. | 1903                   | 53213 DDB  |
| Parkstraße 7                         |                                          | Parkstraße 7 LageFlur: 37, Flurstück: 74/7                                         | Zweieinhalbgeschossiger Putzbau mit Backsteinsockel und ziegelgedecktem Mansarddach, erbaut von Bauunternehmer Johann Georg Brötz.                                                       | 1899                   | 53214 DDB  |
| weitere Bilder                       | Wohnhaus Parkstraße 8                    | Parkstraße 8 LageFlur: 37, Flurstück: 31/2                                         | Repräsentativer, zweieinhalbgeschossiger Putzbau mit Rustikasockel. Das Haus wurde von Stadtbaumeister Kauter für eigene Wohnzwecke erbaut.                                              | 1899                   | 53215 DDB  |
| weitere Bilder                       |                                          | Parkstraße 9 LageFlur: 37, Flurstück: 73/7                                         | Mächtiger historistischer Putzbau über backsteinsichtigem Kellersockel zu zweieinhalb Geschossen, erbaut ab 1900 von Bauunternehmer Johann Georg Brötz für Else Brötz.                   | 1900                   | 53401 DDB  |
| weitere Bilder                       | Ehemalige Thauschule                     | Parkstraße 11–13 LageFlur: 37, Flurstück: 104/7, 101/7, 7/1                        | | 1874                   | 53217 DDB  |
| weitere Bilder                       |                                          | Parkstraße 15–17 LageFlur: 37, Flurstück: 70/7, 69/6                               | | 1905                   | 53218 DDB  |
| weitere Bilder                       |                                          | Parkstraße 18–24/Walderdorffstraße 1 LageFlur: 38, Flurstück: 9/1, 73/9, 72/8, 8/2 | | 1907–1913              | 53219 DDB  |
| weitere Bilder                       |                                          | Parkstraße 21 LageFlur: 39, Flurstück: 34/14                                       | Freistehendes, giebelständiges Wohnhaus, erbaut von Bauunternehmer Johann Georg Brötz für den Fabrikanten Willi Scheid.                                                                  | 1904/05                | 53220 DDB  |
| weitere Bilder                       |                                          | Parkstraße 23 LageFlur: 39, Flurstück: 33/13                                       | | 1901/02                | 53221 DDB  |
| weitere Bilder                       |                                          | Parkstraße 25–27 LageFlur: 39, Flurstück: 32/13, 31/13                             | Sehr repräsentatives, großvolumiges Doppelwohnhaus im Stil der deutschen Neorenaissance, erbaut von Bauunternehmer Johann Georg Brötz.                                                   | 1903                   | 53222 DDB  |
| Bild gesucht BW                      | Katholische Pfarrkirche St. Hildegard    | Parkstraße LageFlur: 39, Flurstück: 3/3                                            | Seit 2005 beherbergt die Kirche neben ihrer Funktion als Raum für Gottesdienste auch die Jugendkirche Crossover des Bistums Limburg.                                                     | 1965–1967              | 52989 DDB  |
| Wohn- und Geschäftshaus              | Wohn- und Geschäftshaus                  | Weiersteinstraße 1 LageFlur: 44, Flurstück: 34                                     | | 1892                   | 53293 DDB  |
| Zweigeschossiger Putzbau             | Zweigeschossiger Putzbau                 | Weiersteinstraße 6 LageFlur: 44, Flurstück: 23                                     | | 1859 bis 1909          | 53294 DDB  |